# Echiniscus perviridis
Echiniscus perviridis är en djurart som tillhör fylumet trögkrypare, och som beskrevs av Giuseppe Ramazzotti 1959. Echiniscus perviridis ingår i släktet Echiniscus och familjen Echiniscidae. Inga underarter finns listade i Catalogue of Life.